# Bonding (serie televisiva)
Bonding è una serie televisiva statunitense che ha debuttato su Netflix il 24 aprile 2019.
La serie esplora in modo a tratti ironico e a tratti più serio il mondo delle pratiche BDSM e dei feticismi, concentrandosi anche sulle emotività dei personaggi.

## Trama
Tiffany Chester, all'apparenza una normale studentessa di psichiatria, di notte indossa i panni di una dominatrice di nome Mistress May e ricava denaro dalle pratiche BDSM. La ragazza chiede aiuto al suo vecchio amico del liceo, Pete, per farle da assistente e guardia del corpo. Pete accetta e, seppur inizialmente riluttante, entra nel mondo del BDSM, acquisendo sicurezza e ricavandone materiale per i suoi spettacoli comici.
Dopo un fatto di cronaca che ha sconvolto la carriera di Tiff, lei e Pete cercano un modo per tornare a lavorare nei dungeon, rivolgendosi alla mentore di Tiff, Mistress Mira. La dominatrice iscrive i ragazzi a un corso, grazie al quale entrambi capiscono gradualmente di dover prendere strade differenti da quelle che pensavano.

## Episodi
| Stagione         | Episodi | Pubblicazione USA | Pubblicazione Italia |
| ---------------- | ------- | ----------------- | -------------------- |
| Prima stagione   | 7       | 2019              | 2019                 |
| Seconda stagione | 8       | 2021              | 2021                 |

## Personaggi e interpreti

### Personaggi principali
- Tiffany "Tiff" Chester/Mistress May (stagioni 1-2), interpretata da Zoe Levin, doppiata da Veronica Puccio.
Studentessa di psichiatria, lavora come dominatrice in diversi dungeon. Intraprende una relazione con Doug e, dopo essere stata reintrodotta nell'ambiente BDSM da Mistress Mira, apre un proprio dungeon con altre dominatrici.
- Peter "Pete" Devin/Master Carter (stagioni 1-2), interpretato da Brendan Scannell, doppiato da Stefano Broccoletti.
Ragazzo omosessuale, amico sin dal liceo di Tiff; lavora in un diner, ma aspira a diventare uno stand-up comedian. Viene assunto dapprima come assistente e guardia del corpo di Tiff, poi entra nel mondo del BDSM sotto lo pseudonimo di Master Carter, nome col quale si presenta anche al proprio pubblico durante gli spettacoli comici.
- Doug (stagione 2; ricorrente stagione 1), interpretato da Micah Stock, doppiato da Alessio Nissolino.
Compagno di università di Tiff, con la quale instaura una relazione. Finiti gli studi, lavora in un gruppo di sostegno contro la misoginia. Si vanta spesso di avere un "corpo di metallo" a causa dell'intervento subito a seguito della caduta da un tetto.
- Josh (stagione 2; ricorrente stagione 1), interpretato da Theo Stockman, doppiato da Simone Veltroni.
Compagno di Pete, è figlio di un magnate.
- Melissa/Mistress Mira (stagione 2), interpretata da Nana Mensah, doppiata da Chiara Gioncardi.
Dominatrice proprietaria di un dungeon, nonché mentore di Tiff.

### Personaggi ricorrenti
- Frank (stagioni 1-2), interpretato da Alex Hurt, doppiato da Gianluca Cortesi.
Proprietario della casa dove vive Pete. Trova lavoro come ballerino in un locale gay.
- Rolf (stagioni 1-2), interpretato da Matthew Wilkas, doppiato da Alessandro Budroni.
Cliente tedesco di Tiff, vive come servo a casa della ragazza, della quale è innamorato. Viene in seguito cacciato e vive per un certo periodo a casa di Pete e Frank.
- Portia (stagioni 1-2), interpretata da Gabrielle Ryan, doppiata da Laura Amadei.
Fidanzata di Frank.
- Fred (stagioni 1-2), interpretato da Charles Gould, doppiato da Sacha Pilara.
Cliente di Tiff e Pete con un feticismo per le derisioni nei suoi confronti. Diventa amico di Pete, al quale apre gli spettacoli.
- Murphy (stagioni 1-2), interpretata da Alysha Umphress, doppiata da Antilena Nicolizas.
Comica e amica di Pete, apre un locale dando la possibilità all'amico di esibirsi e di trovare un agente. È sposata con una dottoressa.
- Chelsea (stagioni 1-2), interpretata da Amy Bettina, doppiata da Eva Padoan.
Vecchia compagna del liceo di Tiff e Pete, che rincontra per caso. Cerca di affrontare i problemi con la sua sessualità (una sorta di colpofobia) grazie all'aiuto di Tiff.
- Professor Charles (stagione 1), interpretato da Kevin Kane, doppiato da Stefano Brusa.
Professore di psicologia di Tiff e Doug.
- Daphne (stagione 1), interpretata da D'Arcy Carden, doppiata da Angela Brusa.
Moglie di Andrew, contatta Tiff per soddisfare il feticismo del marito. Diventa per caso cliente di Pete dopo avergli tirato un pugno come sfogo.
- Andrew (stagione 1), interpretato da Eric Berryman, doppiato da Gianluca Crisafi.
Marito di Daphne, ha un feticismo per il solletico.
- Kate (stagione 1), interpretata da Stephanie Styles, doppiata da Monica Volpe.
Compagna di Tiff e Doug.
- Gina (stagione 2), interpretata da Vanessa Rubio, doppiata da Gemma Donati.
Ex fidanzata di Doug, lo ha lasciato poco prima del matrimonio. Tornata a New York, lo aiuta mentre è in ospedale e diventa amica di Tiff.
- MJP (stagione 2), interpretato da Kevin Kilner, doppiato da Francesco Prando.
Padre di Josh e cliente di Mistress Mira.
- Dickie (stagione 2), interpretato da Darrell Britt-Gibson.
Collega di Josh.

## Produzione
Il 22 aprile 2019, Netflix ha pubblicato il trailer ufficiale.
A seguito del successo, nel gennaio 2020, il sito di streaming ha ufficializzato la realizzazione di una seconda stagione, uscita il 27 gennaio 2021.
Nel luglio 2021, Netflix ha deciso di cancellare la serie dopo due stagioni.

## Accoglienza
La serie è stata accolta positivamente dalla critica: l'aggregatore di recensioni Rotten Tomatoes, per la prima stagione, ha infatti registrato un indice di gradimento del 71%, basato su 14 recensioni.